# Sielsowiet Nowosiółki (rejon lachowicki)
Sielsowiet Nowosiółki (biał. Навасёлкаўскі сельсавет, Nawasiołkauski sielsawiet; ros. Новосёлковский сельсовет) – sielsowiet na Białorusi, w obwodzie brzeskim, w rejonie lachowickim, z siedzibą w Nowosiółkach.

## Demografia
Według spisu z 2009 sielsowiet Nowosiółki zamieszkiwało 2617 osób, w tym 2406 Białorusinów (91,94%), 98 Rosjan (3,75%), 66 Polaków (2,52%), 30 Ukraińców (1,15%), 6 Greków (0,23%), 5 osób innych narodowości i 6 osób, które nie podały żadnej narodowości.

## Geografia i transport
Sielsowiet położony jest na historycznej Nowogródczyznie, a geograficznie na Równinie Baranowickiej, w północnej części rejonu lachowickiego. Graniczy z Lachowiczami. Największą rzeką jest Wiedźma.
Przez sielsowiet przebiegają linie kolejowe Osipowicze – Baranowicze i Łuniniec – Baranowicze oraz drogi republikańskie R4 i R91.

## Miejscowości
- agromiasteczko:
  - Nowosiółki
- wsie:
  - Bożki
  - Cytkowszczyzna
  - Dojniaki
  - Florianów
  - Giryczpol
  - Horbacze
  - Korzenie
  - Korzeniowszczyzna
  - Kowale
  - Krahle
  - Makiejowszczyzna
  - Odachowszczyzna
  - Pronczaki
  - Sielawicze
  - Stańczaki
  - Tumasze
  - Uradżajnaja (hist. Waszkowce)
  - Wielka Łotwa